# Ipomoea pearceana
Ipomoea pearceana ist eine Pflanzenart aus der Gattung der Prunkwinden (Ipomoea) aus der Familie der Windengewächse (Convolvulaceae). Die Art ist in Peru verbreitet.

## Beschreibung
Ipomoea pearceana ist ein aufrecht wachsender Strauch mit einer Höhe von bis zu 2,5 m. Die Äste verholzen, die Zweige sind feinsamtig mit anliegenden Trichomen behaart. Zur Spitze hin sind die jungen Laubblätter seidig-wollig behaart. Die Blattstiele haben eine Länge von 0,5 bis 6,5 cm. Die Blattspreiten sind eiförmig, ganzrandig, an der Basis abgeschnitten oder mit mehr oder weniger gerundeten Ohren herzförmig. Nach vorn sind sie zugespitzt oder abgestumpft und Stachelspitzig. Ihre Länge erreicht 4 bis 9 cm, die Breite 4,5 bis 8,5 cm. Die Oberseite ist unbehaart oder zu den Rändern hin anliegend fein flaumhaarig behaart, besonders auffallend ist dies an den Blattadern.
Die Blütenstände sind wollig behaarte, verzweigte Zymen aus drei bis neun Blüten. Die Seitenachsen der bis zu 4,5 cm langen Blütenstandsachse sind drei- oder vierwirtelig, wechselständig oder selten auch gegenständig. Die Tragblätter sind linealisch-lanzettlich, laubblattartig und etwa 2–3 cm lang, die Vorblätter sind ähnlich gestaltet und 1,3 bis 2,4 cm lang. Die Blütenstiele sind etwa 1 bis 3 cm lang. Die Kelchblätter sind nahezu gleich geformt, elliptisch bis umgekehrt eiförmig oder langgestreckt. Nach vorn sind sie abgestumpft, spitz oder stachelspitzig, die äußeren Kelchblätter haben eine Länge von 17 bis 25 mm und sind 6 bis 9 mm breit. Die Krone ist trichterförmig, 5 bis 6 cm lang und rosa gefärbt, in der Mitte ist sie seidig behaart. Die Staubblätter kommen in zwei Längen vor, sie sind 32 bis 38 mm bzw. 25 bis 28 mm lang. Die Basis der Staubfäden ist drüsig behaart. Die Staubbeutel sind 7 mm lang. Der Fruchtknoten ist eiförmig, unbehaart und bildet in zwei Kammern insgesamt vier Samenanlagen. Der Griffel hat eine Länge von etwa 2,5 cm und trägt kugelförmige Narben.

## Verbreitung
Die Art ist in den peruanischen Regionen Apurímac und Cusco verbreitet.